# Elias Ferkin
Elias Ferkin, nume la naștere Elias Ferkin Musuret, (n. 18 aprilie 1975, Constanța, România) este un actor de teatru, film și voice-over român.

## Filmografie
- Milionari de weekend (2004)
- Second Hand (2005)
- Impasse (2005)
- 7 Secunde (2005)
- Omul din umbră (2006) - Velos
- Furia monstrului 4: O dispută sângeroasă Billy (2007) - Bob Hatfield
- Eva - Povestea unui secol (2009)
- Anaconda 4: Drumul sângelui (2009)
- Portretul luptătorului la tinerețe (2010) - Florea Cârlan
- The Dying of the Light (2014) - Kazbeck Trailer
- Kazimir (2013) - Turgay
- Rămâi cu mine (2013)
- Veni Vidi Fugi: I came, I saw, I fled  (2016) - Geavit Porcu
- Două lozuri (2016)
- 4:15 PM Sfârșitul Lumii (2016)
- Afacerea Est (2016) - Mongol
- Vânătorul de spirite (2017) - Domnul 2

## Dublaj
- Ben 10 (2016) (Cartoon Network)
- Lego Ninjago (Cartoon Network)
- Un show obișnuit (Cartoon Network)
- Transformers: Prime (Cartoon Network)
- Aventurile fraților urși (Cartoon Network)
- țestoasele Ninja (Nickleodon)
- Clarence (Cartoon Network)
- Elevi Interdimensionali Zero (Cartoon Network)
- Bărzoiul Richard (2017)
- Barbie în aventura spațială (2016)
- Singuri acasă (2016)
- Paddington (2014) - Grant

## Teatru
- În rolul victimei